# Cairanne (AOC)
Pour la commune, voir Cairanne.
Le cairanne est un vin produit sur la commune de Cairanne, dans le département français de Vaucluse en région Provence-Alpes-Côte d'Azur, homologué comme appellation d'origine contrôlée depuis 2016.

## Historique
Le village fut un fief de l'ordre des Hospitaliers de Saint-Jean de Jérusalem, qui dut le rétrocéder au pape Jean XXII, en 1320. Le souverain pontife se réserva la dîme annuelle qui s'élevait à douze tonneaux de vin du cru. En 1766, une délibération du Conseil de Ville ordonna que, désormais : « Les aubergistes et cabaretiers ne pourront vendre aux particuliers que du vin du lieu et en bouteilles cachetées. Les messieurs de la police sont chargés de mettre le sceau aux dites bouteilles et les vendeurs devront justifier l'origine de leur vin. » Au siècle suivant, vers 1850, il y eut une forte demande de vin blanc. Celui-ci était consommé « bourru » sur les places de Saint-Étienne et Lyon.
Les vignerons de la commune obtinrent la dénomination côtes-du-rhône cairanne en 1953, puis ce fut le classement en tant que côtes-du-rhône-villages cairanne en 1967, enfin le passage en appellation d'origine contrôlée « cairanne », provisoirement le 20 juin 2016, et définitivement depuis le 25 juin 2018.

## Vignoble

### Présentation
L'aire d'appellation se situe dans la partie française de la vallée du Rhône, dans le département de Vaucluse, sur la commune de Cairanne. La commune étend son vignoble depuis les dépôts alluvionnaires de l'Eygues jusqu'aux coteaux. Il s'agit d'une des appellations des côtes du Rhône méridionales, limitrophes des aires produisant le côtes-du-rhône-villages Sainte-Cécile (sur la rive droite, à l'ouest) et le rasteau (à l'est).

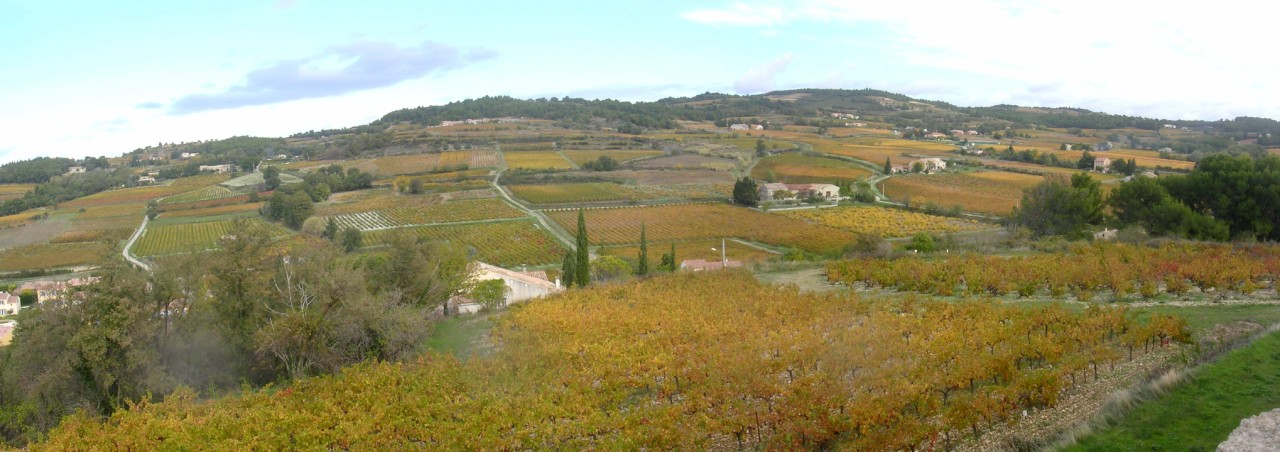
Le terroir viticole de Cairanne.

### Orographie et géologie
Le point culminant du terroir de Cairanne, le belvédère des Côtes-du-Rhône, est situé à 320 mètres d'altitude. Il s'abaisse graduellement de la colline de Ventabren par terrasses et coteaux, jusqu'à la plaine caillouteuse du Plan-de-Dieu.
C'est un terroir composite formé de terres rouges (argilo-calcaires) reposant sur un substrat de grès. Quand le relief s'élève, la vigne est implantée sur des terrasses argileuses et caillouteuses où se mêlent des mollasses sableuses.

### Climatologie
L'aire d'appellation est située dans la zone d’influence du climat méditerranéen. Les étés sont chauds et secs, liés à la remontée en altitude des anticyclones subtropicaux, entrecoupés d’épisodes orageux parfois violents. Les hivers sont doux. Les précipitations sont peu fréquentes et la neige rare. Ce climat est soumis à un rythme à quatre temps : deux saisons sèches (une brève en hiver, une très longue et accentuée en été), deux saisons pluvieuses, en automne (pluies abondantes et brutales) et au printemps. Sa spécificité est son climat méditerranéen qui constitue un atout exceptionnel :
- Le mistral assainit le vignoble ;
- La saisonnalité des pluies est très marquée ;
- Les températures sont très chaudes pendant l'été.

La station météorologique d'Orange (sur la BA 115 d'Orange-Caritat, à 57 mètres d'altitude : 44° 08′ 40″ N, 4° 51′ 39″ E) est à onze kilomètres au sud-ouest de l'aire d'appellation.
| Mois                              | jan. | fév. | mars | avril | mai  | juin | jui. | août | sep.  | oct. | nov. | déc. | année |
| --------------------------------- | ---- | ---- | ---- | ----- | ---- | ---- | ---- | ---- | ----- | ---- | ---- | ---- | ----- |
| Température minimale moyenne (°C) | 2,1  | 2,4  | 5,3  | 7,9   | 11,9 | 15,6 | 18   | 17,7 | 14    | 10,6 | 6    | 2,8  | 9,5   |
| Température moyenne (°C)          | 6,2  | 7,2  | 10,8 | 13,6  | 17,7 | 21,9 | 24,5 | 24,2 | 19,7  | 15,4 | 10,1 | 6,7  | 14,8  |
| Température maximale moyenne (°C) | 10,3 | 11,9 | 16,2 | 19,3  | 23,6 | 28,1 | 31,1 | 30,8 | 25,5  | 20,3 | 14,2 | 10,6 | 20,2  |
| Nombre de jours avec gel          | 9,2  | 7,4  | 2,1  | 0     | 0    | 0    | 0    | 0    | 0     | 0,1  | 2,3  | 8,1  | 29,2  |
| Précipitations (mm)               | 54,8 | 36,6 | 44,5 | 63    | 60,1 | 37,4 | 38,4 | 40,2 | 105,3 | 94,5 | 96,6 | 48,2 | 719,6 |

| Diagramme climatique                                  |             |             |           |              |              |            |              |             |              |           |             |
| J                                                     | F           | M           | A         | M            | J            | J          | A            | S           | O            | N         | D           |
| 10,32,154,8                                           | 11,92,436,6 | 16,25,344,5 | 19,37,963 | 23,611,960,1 | 28,115,637,4 | 31,11838,4 | 30,817,740,2 | 25,514105,3 | 20,310,694,5 | 14,2696,6 | 10,62,848,2 |
| Moyennes : • Temp. maxi et mini °C • Précipitation mm |             |             |           |              |              |            |              |             |              |           |             |

Mistral
Le vent principal est le mistral, dont la vitesse peut aller au-delà des 110 km/h. Il souffle entre 120 et 160 jours par an, avec une vitesse de 90 km/h par rafale en moyenne. Le tableau suivant indique les différentes vitesse du mistral enregistrées par les stations d'Orange et Carpentras-Serres dans le sud de la vallée du Rhône et à sa fréquence au cours de l'année 2006. La normale correspond à la moyenne des 53 dernières années pour les relevés météorologiques d'Orange et à celle des 42 dernières pour Carpentras.
Légende : « = » : idem à la normale ; « + » : supérieur à la normale ; « - » : inférieur à la normale.
|                                                      | Jan.    | Fév.    | Mars     | Avril   | Mai     | Juin     | Juil.   | Août    | Sept.   | Oct.    | Nov.    | Déc.     |
| Vitesse maximale relevée sur le mois                 | 96 km/h | 97 km/h | 112 km/h | 97 km/h | 94 km/h | 100 km/h | 90 km/h | 90 km/h | 90 km/h | 87 km/h | 91 km/h | 118 km/h |
| Tendance : jours avec une vitesse > 16 m/s (58 km/h) | --      | +++     | ---      | ++++    | ++++    | =        | =       | ++++    | +       | ---     | =       | ++       |

### Encépagement
Les rouges sont faits à partir de grenache noir (60 à 70 %), de syrah (20 à 30 %) et de mourvèdre (10 à 20 %).
Les blancs sont produits à partir de grenache blanc (50 %), de clairette (25 %), de marsanne, de roussanne, de bourboulenc et de viognier.

### Méthodes culturales et réglementaire
Le décret du 12 février 1999, impose un cahier des charges précis, dans le cadre de l'appellation avec un rendement maximum de 42 hl/ha, une taille courte en gobelet ou en cordon, un degré alcoolique minimum, pour les rouges de 12,5 %, pour les blancs de 12 %. À ceci s'ajoutent un contrôle analytique des vins et un agrément après dégustation.

## Vins
Les données de production des années récentes, telles que publiées par les Douanes, sont :
| Année | cairanne rouge  | cairanne rouge  | cairanne rouge    | cairanne blanc  | cairanne blanc  | cairanne blanc    |
| Année | superficie (ha) | production (hl) | rendement (hl/ha) | superficie (ha) | production (hl) | rendement (hl/ha) |
| ----- | --------------- | --------------- | ----------------- | --------------- | --------------- | ----------------- |
| 2020  | 843             | 28 387          | 34                | 46              | 1 553           | 33                |
| 2021  | 829             | 25 497          | 31                | 48              | 1 689           | 34                |
| 2022  | 840             | 28 586          | 34                | 50              | 1 681           | 33                |
| 2023  | 835             | 28 767          | 34                | 53              | 1 903           | 36                |
| 2024  | 835             | 25 412          | 30                | 56              | 1 957           | 35                |

### Gastronomie
Plusieurs terroirs composent la commune. Au nord, les coteaux du versant sud de la Montagne, mêlant argile blanche et calcaire, qui s'affaisse vers le sud sur une terrasse caillouteuse, arrière-pays entre l'Aigues et l'Ouvèze, dénommée le Plan de Dieu.
Au sud et à l'ouest, les Garrigues formées d'argiles rouges, qui jouxtent les terrasses de l'Aygues, formées d'alluvions du diluvium alpin. Au nord-ouest de la commune, les Hautes-Rives et les Bayes sont composées de terres siliceuses.
Les rouges évoluent des arômes de fruits à noyau en leur prime jeunesse vers des notes de cuir et de truffes en vieillissant. Ce sont des vins de grande garde — dix ans et plus —, traditionnellement conseillés sur du gibier et de la venaison, et il s'accorde parfaitement avec les daubes (avignonnaise ou provençale), les civets de chevreuil, de lièvre ou de sanglier et avec une gardiane de taureau.
Le blanc, traditionnellement, est conseillé soit en apéritif, soit sur des poissons, coquillages et crustacés. Il se révèle parfait en accompagnement d'un fromage de chèvre.

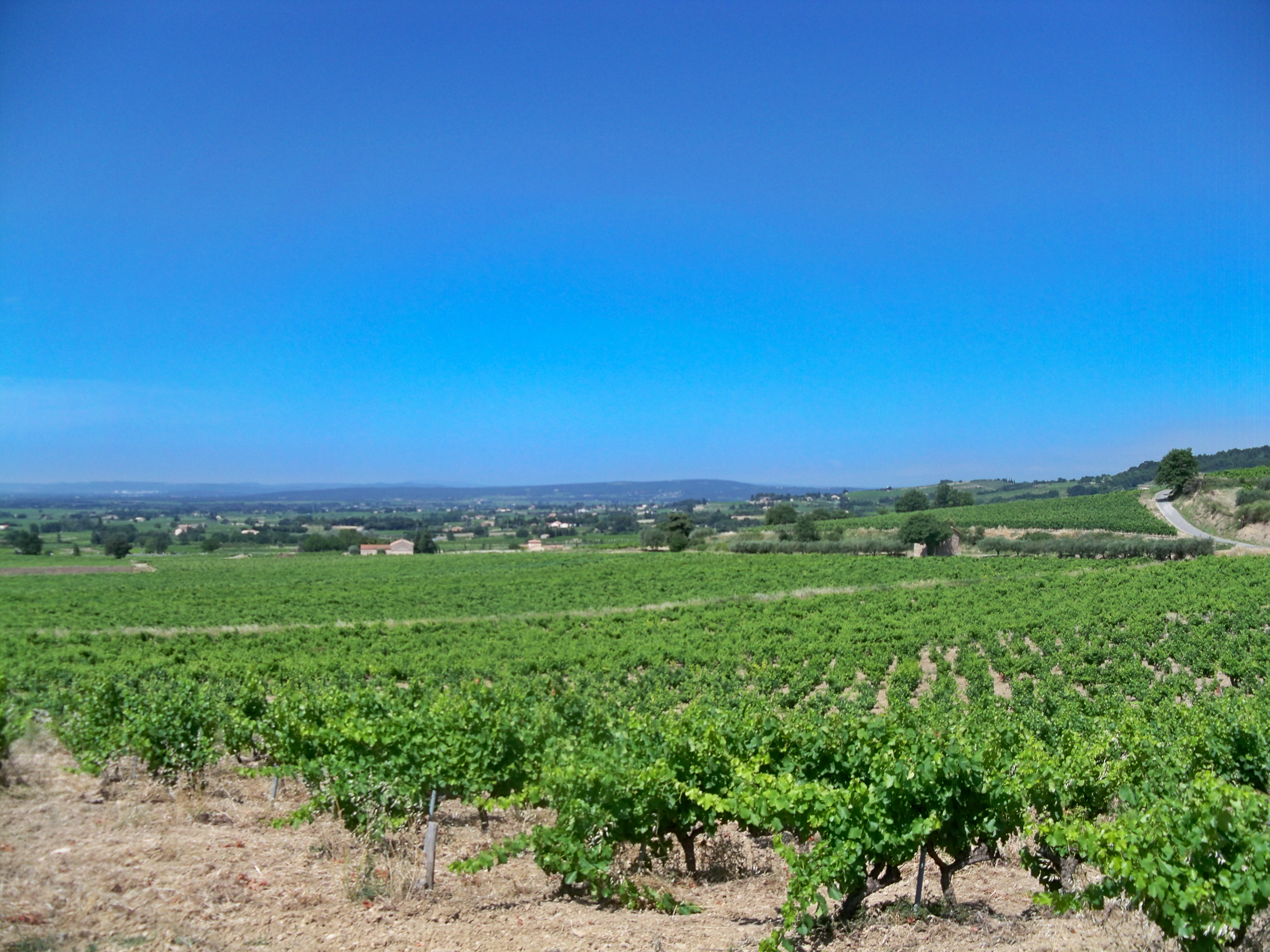
Parcellaire du vignoble de Cairanne.
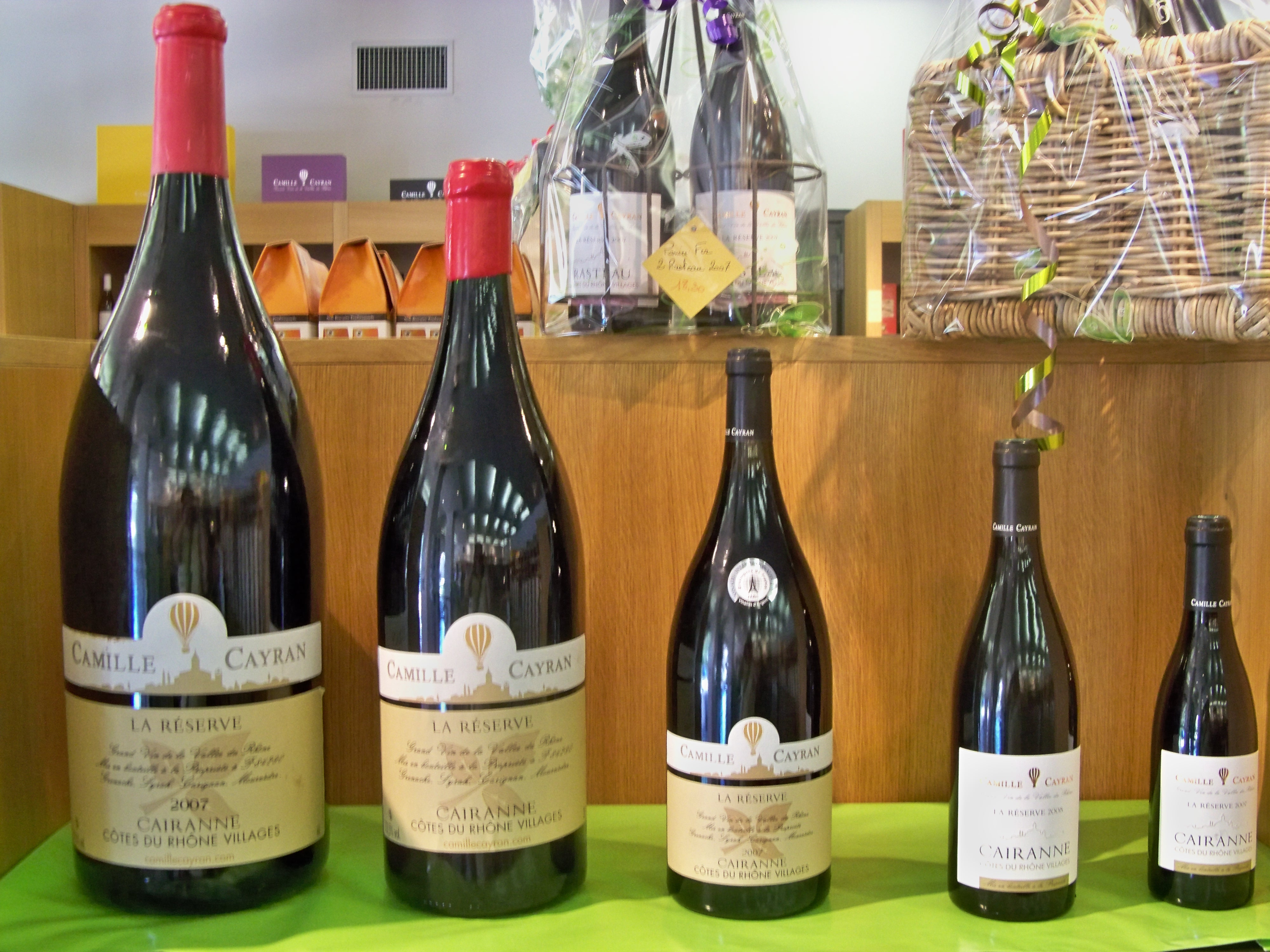
Gamme de cairannes.

### Millésimes
Ils correspondent à ceux du vignoble de la vallée du Rhône.

### Structure des exploitations

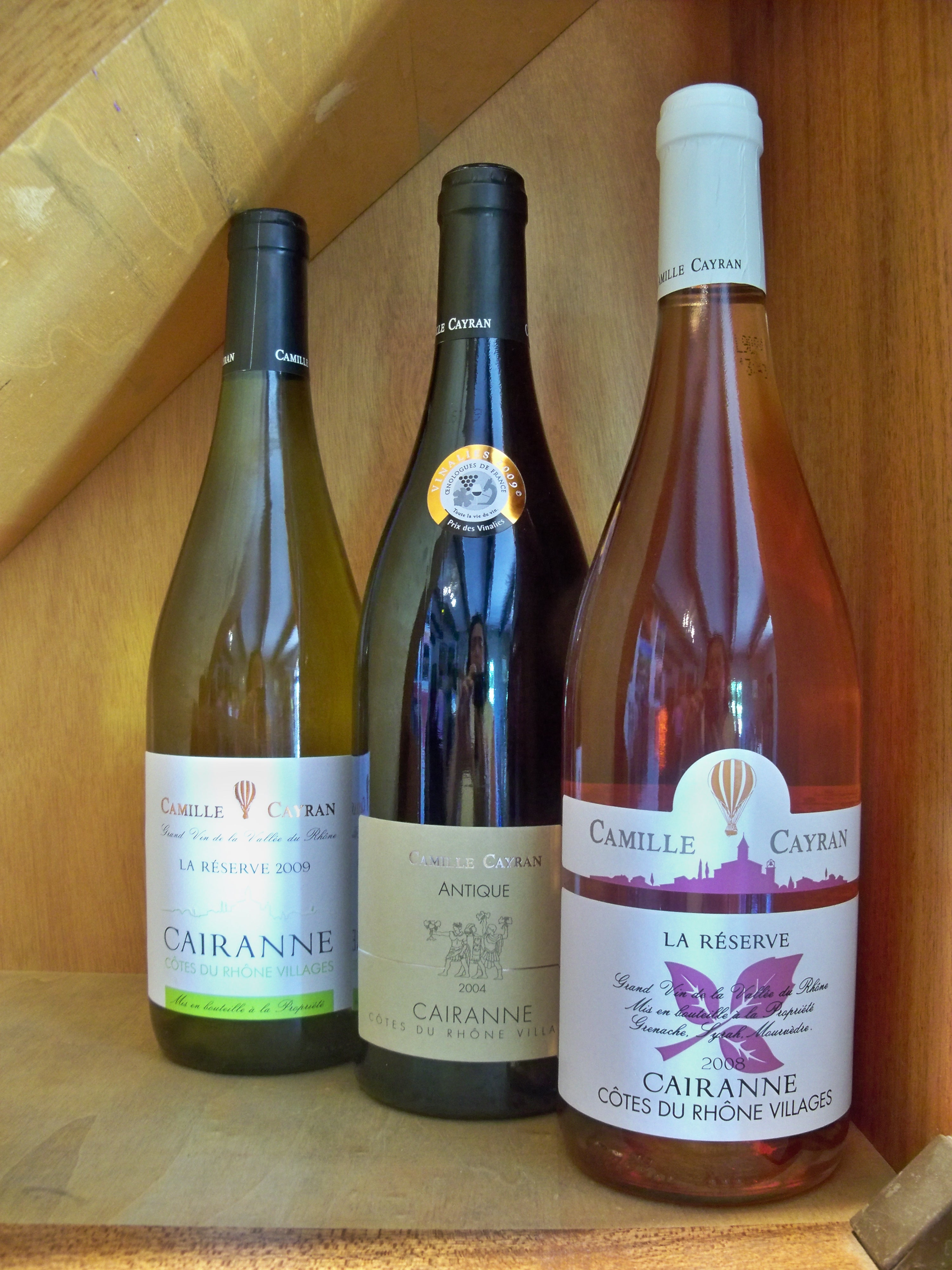
Les trois couleurs du terroir de Cairanne.

Le syndicat des vignerons de Cairanne, créé en 1929, regroupe actuellement 22 vignerons indépendants et 200 coopérateurs.

### Commercialisation
La commercialisation, sur le marché intérieur, se fait à partir des CHR, cavistes, grande distribution, salons pour les particuliers et les professionnels.
À l'exportation, les plus importants marchés se trouvent en Suisse, aux États-Unis, au Canada et en Asie du Sud-Est.
Le syndicat des vignerons de l'appellation est représenté au sein de la Commanderie des Costes du Rhône, confrérie vigneronne qui tient ses assises au château de Suze-la-Rousse, siège de l'Université du vin.

### Caveau du Belvédère (fermé)
Dans le village, le Caveau du Belvédère a été le premier caveau créé en Côtes-du-Rhône en 1959, il regroupe actuellement vingt vignerons et commercialise une soixantaine de vins différents.

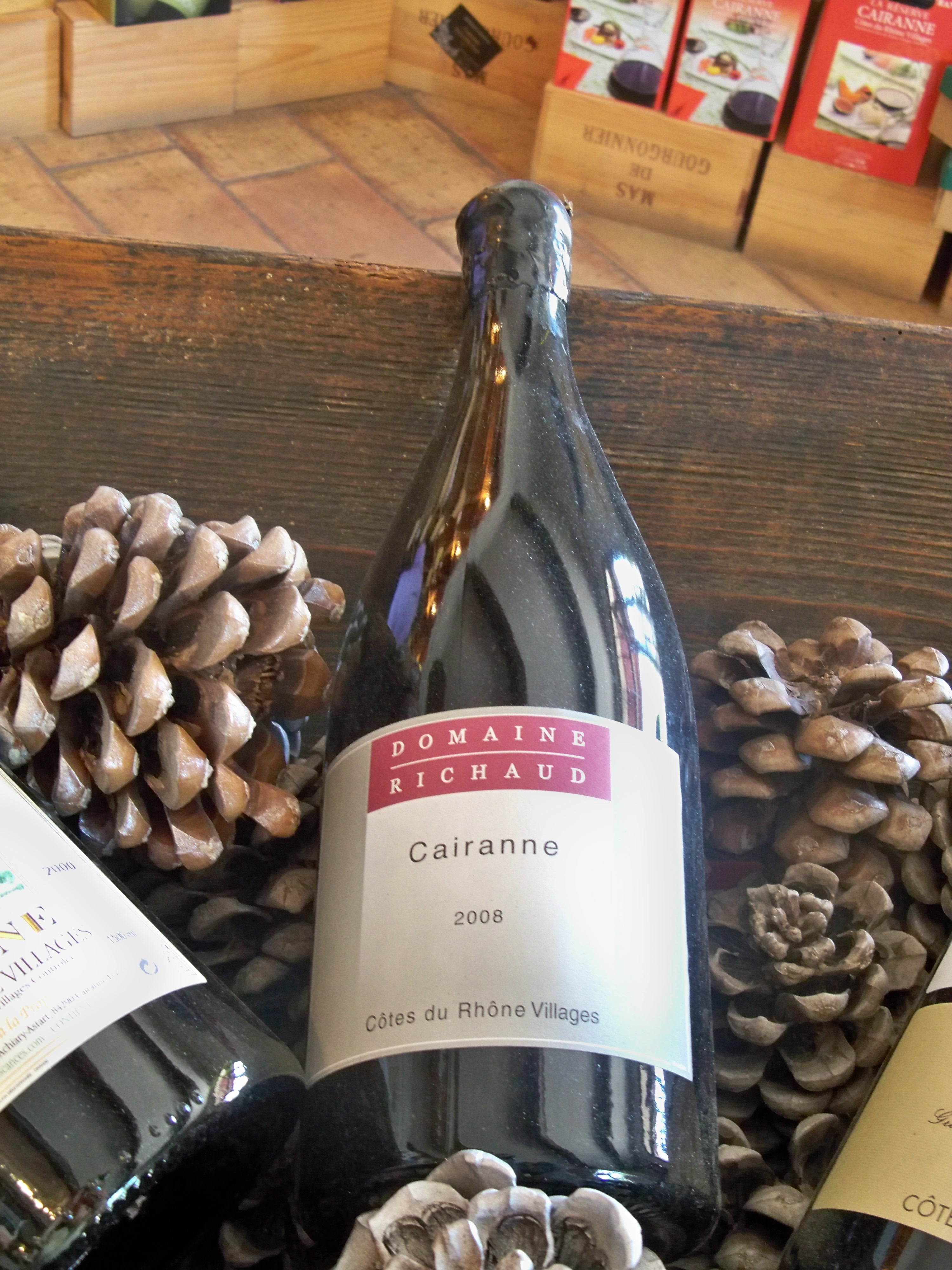
Domaine Marcel Richaud, millésime 2008.
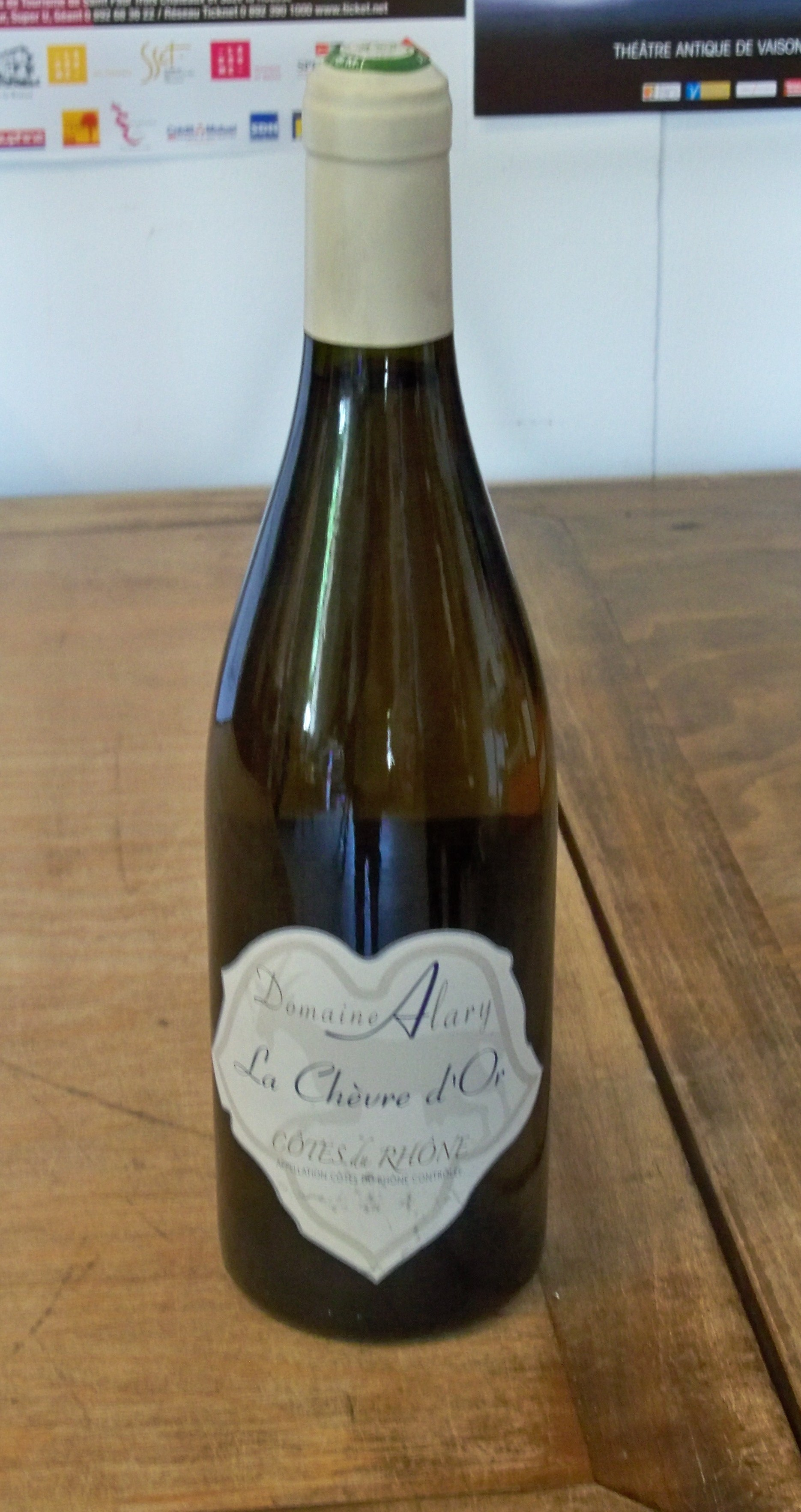
Domaine Alary Cuvée La Chèvre d'Or.
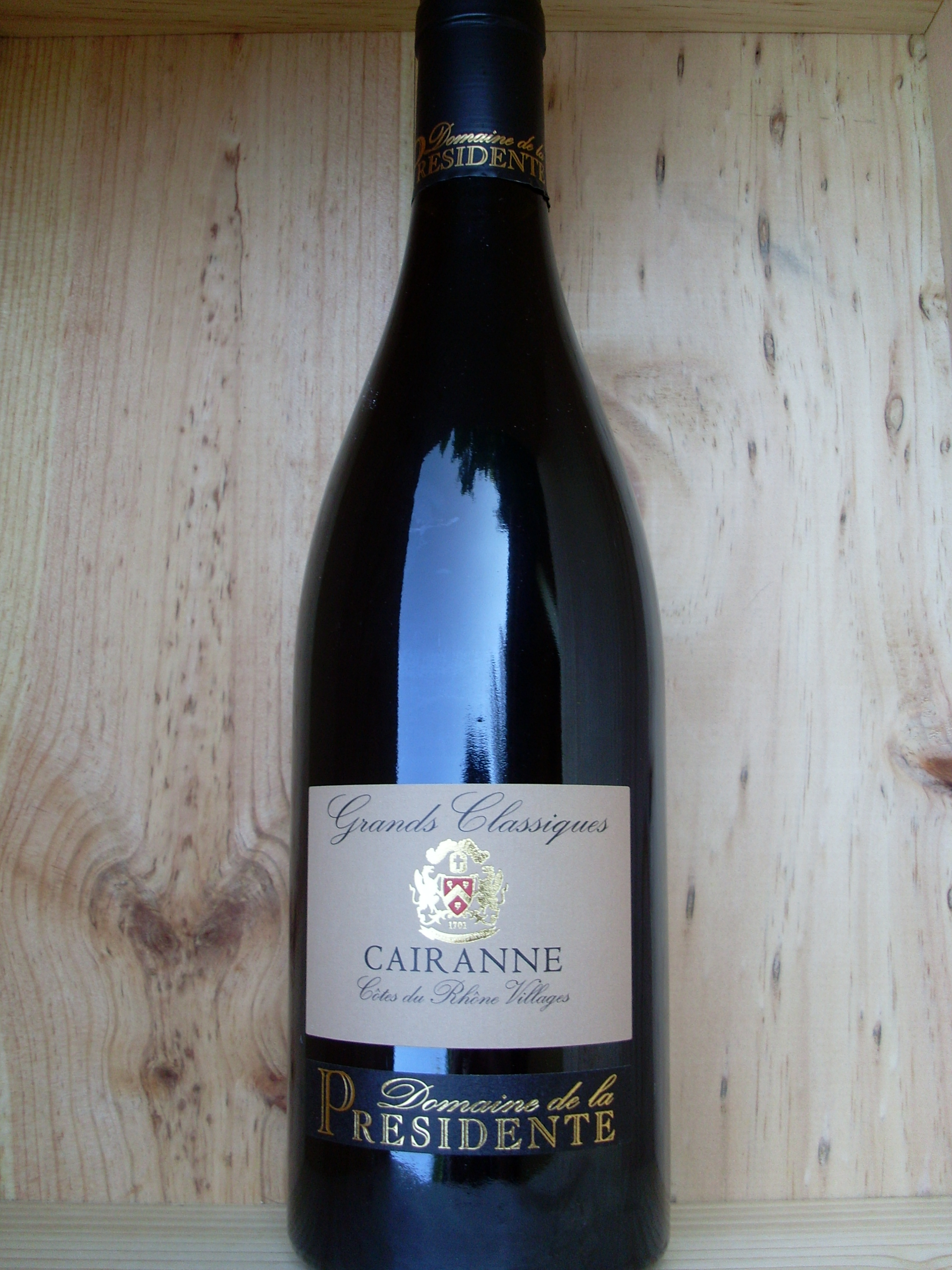
Domaine de la Présidente, millésime 2006.
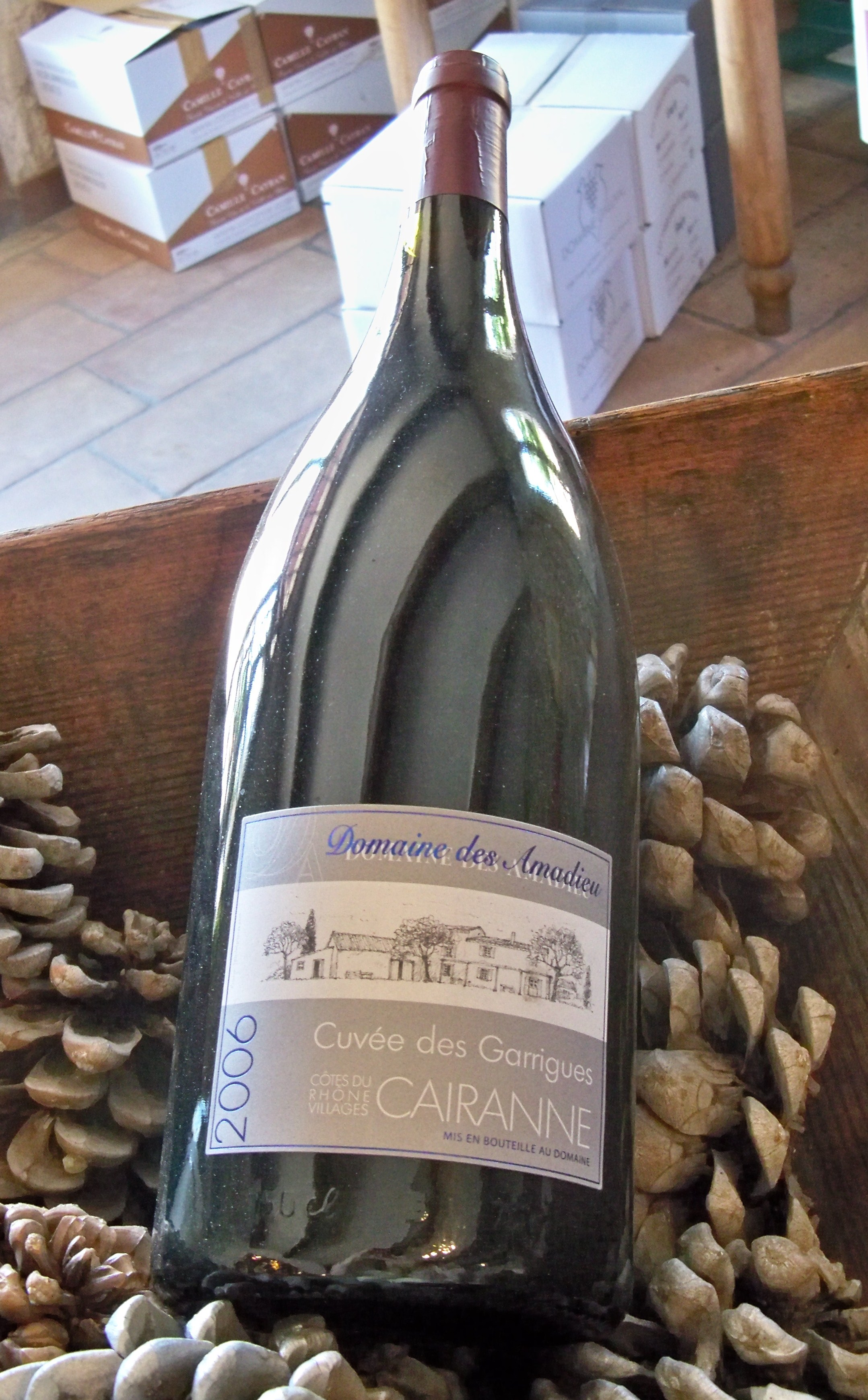
Domaine des Amadieu, millésime 2006.
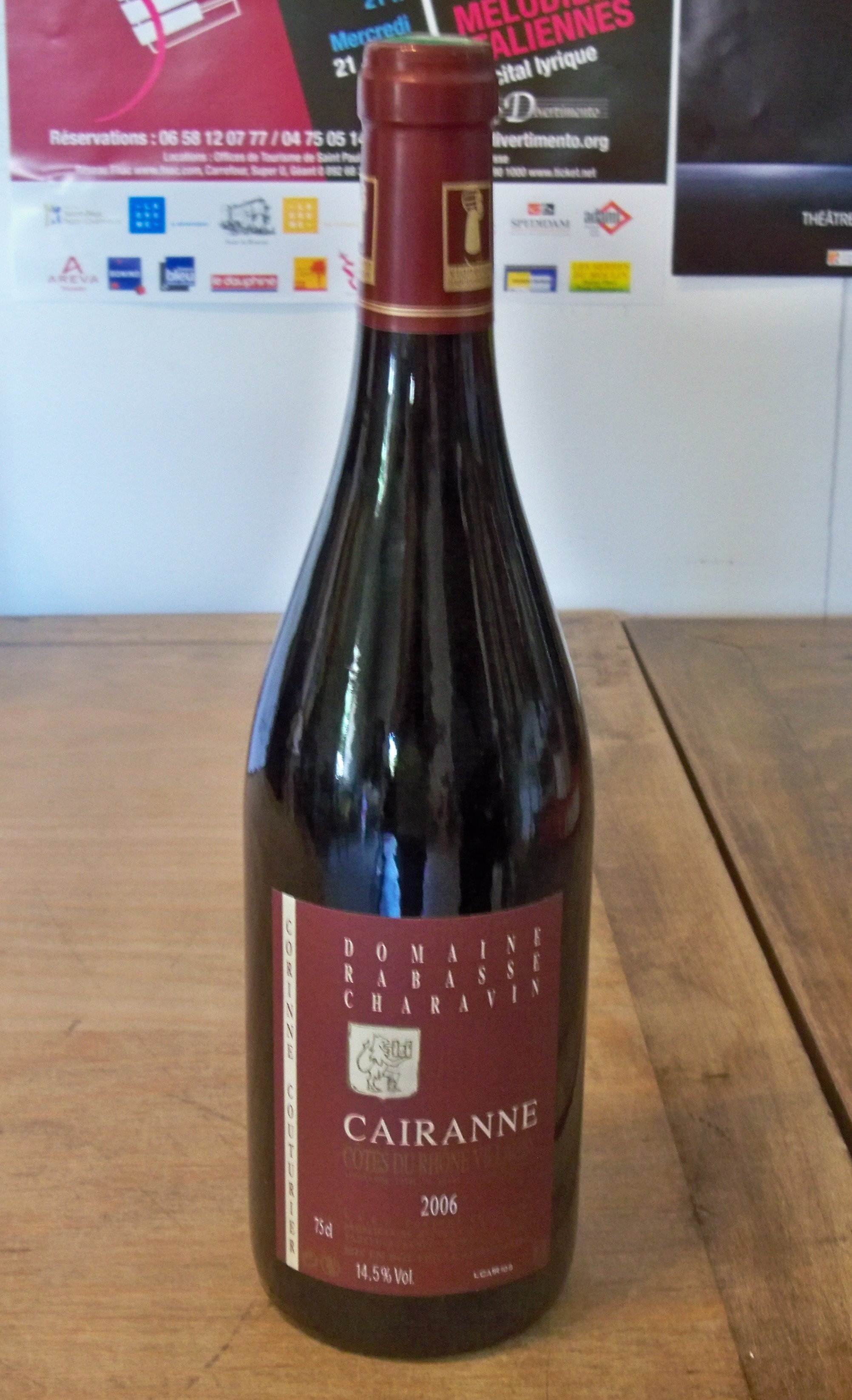
Domaine Rabasse Charavin.
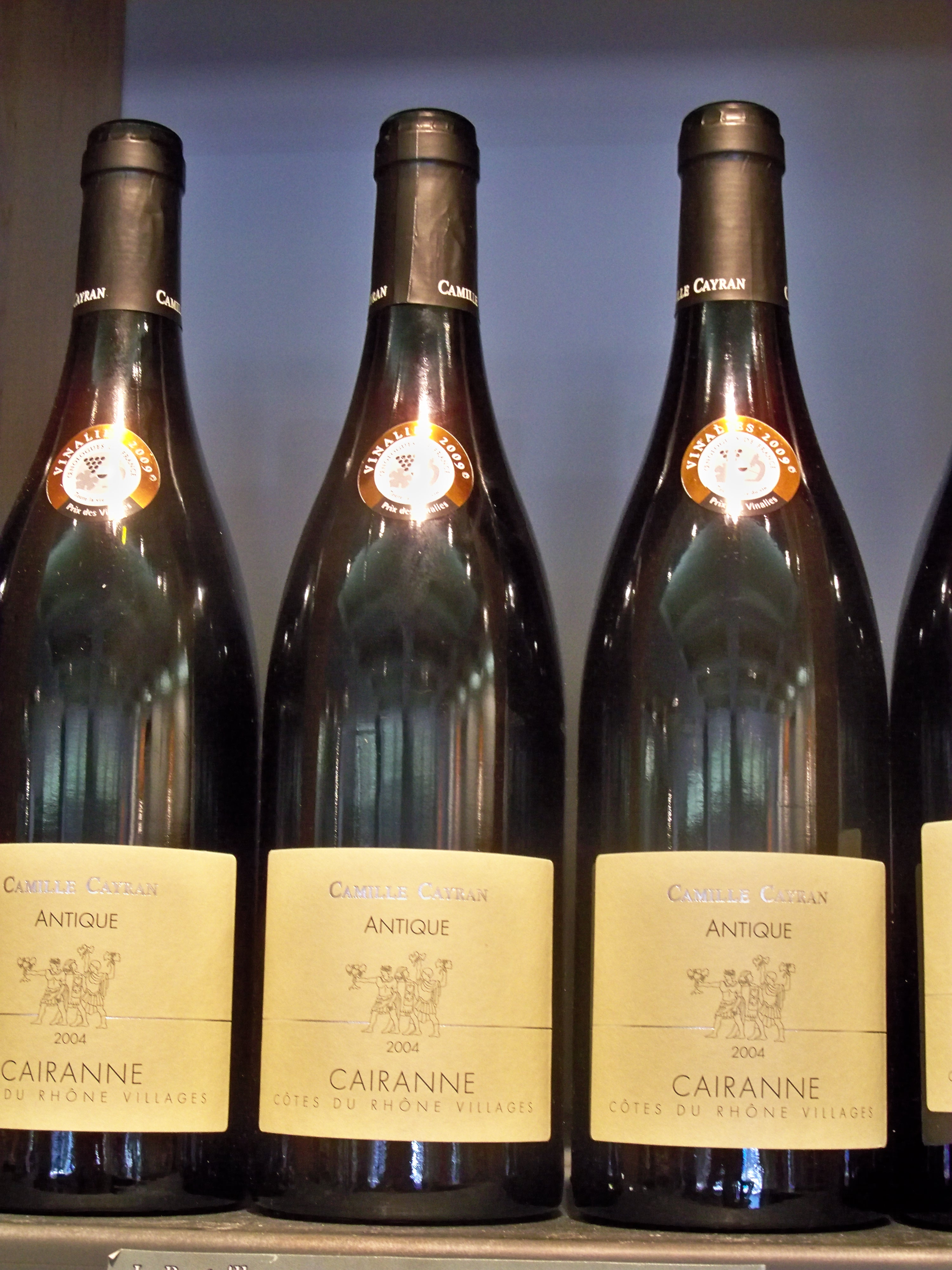
Cairanne médaillé.

### Producteurs de l'appellation

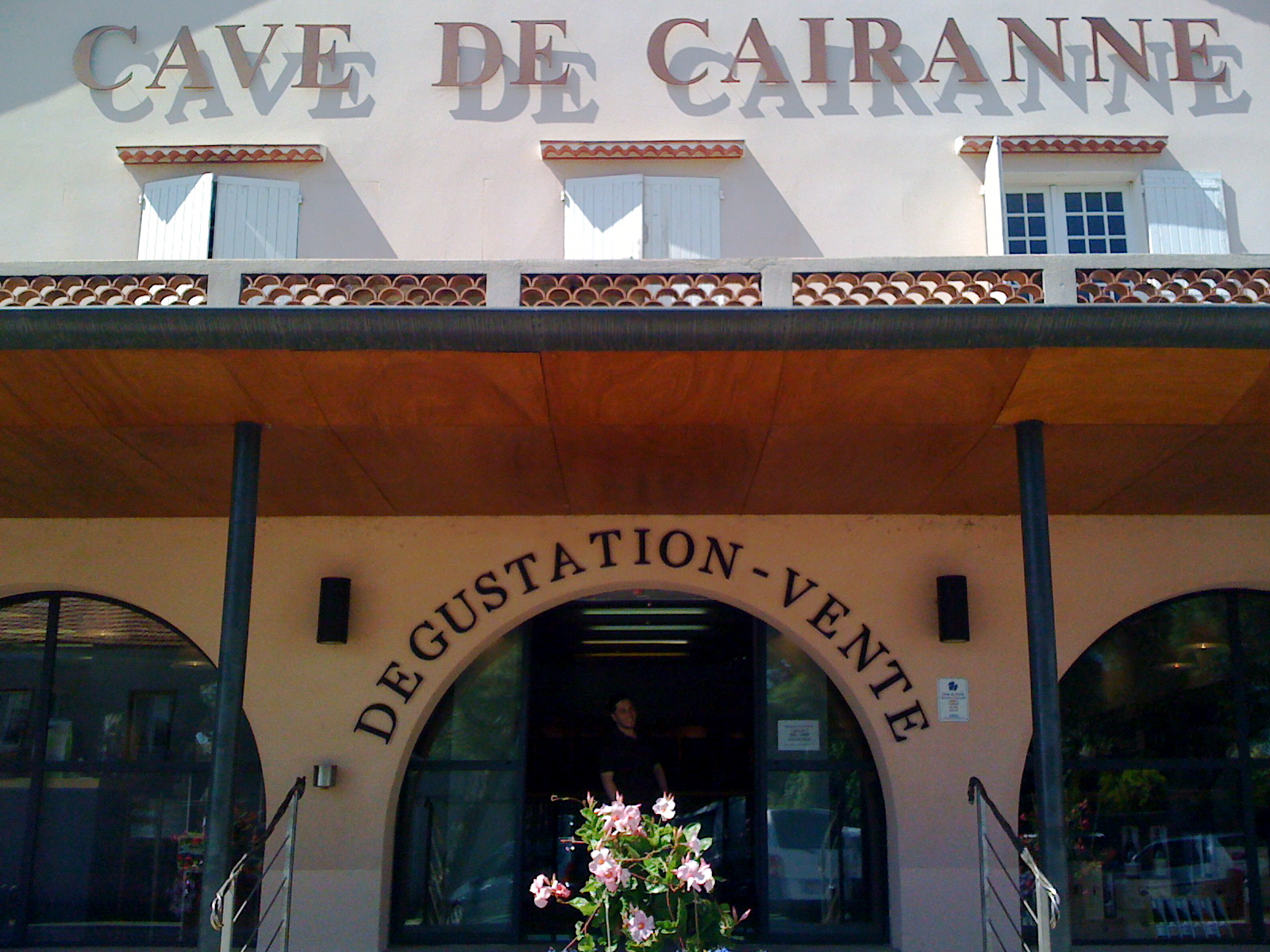
Cave des vins de Cairanne

Liste non exhaustive des producteurs de l'appellations :
- Camille Cayran ( nom commercial de la Cave Coopérative de Cairanne )[13]
- Caveau du Belvédère
- Chantecôtes
- Château le Plaisir
- Château les Quatre Filles
- Domaine Alary
- Domaine Armand
- Domaine Berthet-Rayne
- Domaine Boisson
- Domaine Brusset
- Domaine Cros de Romet
- Domaine de Dionysos
- Domaine de Crémone
- Domaine de la Gayere
- Domaine de la Tête Noire
- Domaine de Saint-Andéol
- Domaine Delubac
- Domaine des Amadieu
- Domaine des Coteaux des Travers
- Domaine des Escaravailles
- Domaine du Trapadis
- Domaine Eyverine[Information douteuse]
- Domaine Galuval
- Domaine Grosset
- Domaine Jubain
- Domaine Juliette Avril
- Domaine Ka
- Domaine les Grands Bois
- Domaine les Hautes Cances
- Domaine Martin
- Domaine Moun Pantaï
- Domaine Philippe Plantevin
- Domaine Rabasse-Charavin
- Domaine Richaud
- Domaine Roche
- L’Oratoire Saint-Martin
- La Bastide Saint-Dominique
- Le Clos des Mourres
- Les Chemins de Sève
- Les Terrasses du Belvédère